# 哈奇 (愛達荷州)
哈奇（英語：Hatch）是位於美國愛達荷州卡里布縣的一個非建制地區。該地的面積和人口皆未知。

## 地理
哈奇的座標為42°49′10″N 111°51′08″W / 42.81944°N 111.85222°W，而該地的平均海拔高度為1683米（即5522英尺）。